# 海伦·里夫斯
海伦·里夫斯（英語：Helen Reeves，1980年9月6日—），英国女子皮划艇运动员。她曾代表英国参加2004年夏季奥林匹克运动会皮划艇比赛，获得女子单人皮艇激流铜牌。